# EVM (철도 신호)
엘렉트로니쿠스 보나트메갈리토(헝가리어: Elektronikus Vonatmegállító)는 헝가리에서 사용하는 철도 신호 시스템이다. 철도 신호와 기관사 알림 장치가 결합되어 있다.

## 기술 사양
궤도 회로를 통해 75Hz 전송 주파수를 사용하는 주파수 변조 형태로 신호를 전달하며, 완전 전자식으로 이루어진다. 신호 전송기는 신호기 근처에 있다. 차량에 설치된 안테나와 궤도 회로, 차상 신호기가 전자기 유도로 결합된다. 전송 코드는 7종류이며, 속도 코드는 그중 6종류이다.
차상 장치에는 EVM 활성화 상태, 허용 속도 신호(정지, 다음 속도: 시속 15, 40, 80, 120km, 차량 최고속도), 입환 상태가 표시된다. EVM 신호 장비는 입환/일반 운전 시 제한 속도, 정지 신호를 관찰한다. 현재 속도가 목표 속도보다 느린 경우 1.55km, 빠른 경우 200m마다 속도를 제어한다.
속도 제한이 지켜지지 않거나 정지 신호를 15km/h 이상의 속도로 통과한 경우, 입환 모드에서 40km/h 이상의 속도를 낸 경우, 주의 신호가 점등되고 세 번 알림이 울릴 때까지 40km/h로 감속하지 않는 경우 비상 제동이 체결된다. 입환 모드에서는 별도의 경고음이 울리지 않는다.
기관사의 신호 응답은 오스트리아처럼 페달을 밟으며, 유선형 디젤 기관차에는 전용 단추가 있다. 신호에 따라서 경보음의 주기가 달라지며(최고 속도 모드도 해당), 페달이나 단추를 눌렀다 놓아야 한다.

## 차상 장치
|  | EVM 비활성화됨                        |
|  | 진행: 열차 최고 속도                  |
|  | 진행: 시속 120km 제한.                |
|  | 진행: 시속 80km 제한.                 |
|  | 진행: 시속 40km 제한.                 |
|  | 주의: 정지 필요.                      |
|  | 정지. 시속 15km 이하로 통과 가능하다. |
|  | 입환. 시속 40km 제한.                 |

## 종류
- EVM: MÁV M62 기관차에 설치된 초기형 신호이다.
- EVM-120: 시속 120km까지 제어할 수 있다.
- EVM-120 1: EVM-120의 확장형이다.
- EVM-120 2: 시속 160km까지 제어할 수 있으며, EVM-160이라고도 불린다. 라트비아에서 설계되었다.

헝가리에서는 단계적으로 ETCS로 교체하고 있다.